# Адсорбтивна ємність
Адсорбти́вна є́мність (рос. адсорбционная емкость, англ. adsorption capacity) — для  сильно  адсорбтивних  розчинених  речовин  з  обмеженою розчинністю — кількість  адсорбованої  з  насиченого  розчину речовини, віднесена  до  певної  кількості  адсорбенту.  Її величина залежить від природи та складу розчинника, а також від природи адсорбенту.